# Hauptsache Biologie

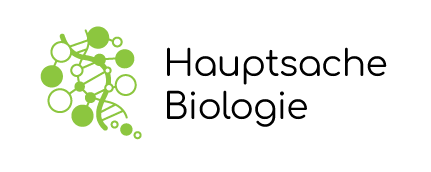

Hauptsache Biologie war ein Preis für Wissenschaftskommunikation, der von 2003 bis 2019 von der Promega GmbH, einer Tochtergesellschaft der Promega Corporation, jährlich vergeben wurde.
Der Wettbewerb richtete sich an Teams im deutschsprachigen Raum, bestehend aus mindestens einem Wissenschaftler und einem Kommunikator, die sich speziell darauf beworben haben.
Es ging darum, mit einem biologischen Thema möglichst viele Menschen zu erreichen und zu begeistern. Dabei war die kommunikative Idee, genauso wie die Thematik gewinnentscheidend. Um einen fairen Vergleich der Bewerber zu gewährleisten, wählte das Hauptsache Biologie-Team jährlich einen Themenschwerpunkt.
Ziel des Preises war die Förderung qualitativ hochwertiger und verständlicher Wissenschaftskommunikation zur Vermittlung wissenschaftlicher Inhalte an eine breite Öffentlichkeit.
Bewertet wurden die Projekte von Norbert Lossau und Ulrich Scheller (Geschäftsführer des Gläsernes Labor der BBB Management GmbH Campus Berlin-Buch), sowie einer speziell nach der Themenwahl erweiterten Jury.

## Geschichte
Hauptsache Biologie war von 2003 bis 2017 ein primär auf Journalisten fokussierter Medienpreis. Ein Team aus Wissenschaftlern und Journalisten sollte in einer lokalen oder regionalen deutschsprachigen Tageszeitung in Deutschland, Österreich oder der Schweiz einen Artikel mit Bezug zu aktuellen Themen um die Biologie als moderne Lebenswissenschaft verfassen. Bewertet wurde die wissenschaftliche und journalistische Qualität des Artikels. Es konnten bis zu drei Teilnehmer gewinnen: Der 1. Platz wurde dotiert mit 10.000 Euro, der 2. Platz mit 6.000 Euro und der 3. Platz mit 4.000 Euro.
Im Jahr 2018 änderte man das Konzept. In diesem Jahr lag der Fokus auf der Idee, mit der man ein biologisches Thema an die breite Bevölkerung kommuniziert. Dafür bekamen drei ausgewählte Artikel jeweils 3.000 Euro Projektmittel für Forschung und Kommunikation zur Verfügung gestellt, um diese Idee in die Tat umzusetzen. Nach einer sechsmonatigen Projektphase sollten die Teams ihr Projekt einer erweiterten Jury vorstellen. Das erfolgreichste Projekt hätte mit einem Preisgeld von 10.000 Euro ausgezeichnet werden sollen.
Im Wettbewerbsjahr 2018 schloss eins von drei Kommunikator-Wissenschaftler-Tandems die sechsmonatige Projektphase erfolgreich ab und wurde mit einem Preisgeld von 3.000 Euro ausgezeichnet. Der Podcast „Wo steht die Wissenschaft“ widmete sich mit 30-minütigen Episoden unterschiedlichen wissenschaftlichen Themen.
Insgesamt 129 Journalisten und 185 Wissenschaftler aus 64 Orten in Deutschland, Österreich und der Schweiz nahmen an dem Wettbewerb teil und reichten bis zur Neuauflage des Preises 247 Beiträge zur Bewertung ein. Während die eigenständige Kommunikation wissenschaftlicher Erkenntnisse bei angelsächsischen Forschern zum Start von Hauptsache Biologie im Jahr 2003 bereits fester Bestandteil war, dauerte es einige Jahre, bis auch deutschsprachige Wissenschaftler die Wissenschaftskommunikation fest in ihre Arbeit integrierten. Mit der Digitalisierung der Medienlandschaft und dem damit verbundenen Reichtum an Kommunikationsmöglichkeiten, fand dann ein endgültiger Wandel in der Informationsbeschaffung und Weiterreichung statt. Durch die Integration verlor das Konzept des Wissenschaftler-Journalisten-Tandems an Bedeutung und Hauptsache Biologie damit sein Herzstück. Deshalb entschied sich die Promega GmbH als Förderer des Preises, den Wettbewerb nach 16 Jahren zu beenden.

## Preisträger
In den Jahren 2003 bis 2017 gewannen folgende Projekte:
2003

Platz 1: “Der Unterschied birgt den Schlüssel”; Ralf Blasig und Katja Dombrowski, Braunschweiger Zeitung; Helmut Blöcker, Braunschweiger Gesellschaft für Biotechnologische Forschung

Platz 2: “Wachsen auf dem Acker bald Antikörper gegen Krebs?”; Ute Steinbusch, Aachener Zeitung; Markus Sack, RWTH Aachen 

Platz 3: “Die Forschung mit der Maus als Lebenshilfe”; Winfried Züfle, Augsburger Allgemeine; Christine Machka, Institut für Molekulare Genetik in München-Neuherberg
2004

Platz 1: “Zellen im Dialog”; Nicola Kurth, Westdeutsche Zeitung; Goran C. Söhl, Friedrich-Wilhelms-Universität Bonn

Platz 2: “Wie Zellen Fallen stellen”; Sina Bartfeld, Hamburger Abendblatt; Volker Brinkmann und Arturo Zychlinsky, Max-Planck-Institut für Infektionsbiologie, Berlin

Platz 3: Artikelserie “Forschung”; Christa Karas, Wiener Zeitung; Robert R. Müllegger, Medizinische Universität Graz
2005

Platz 1: “Fester als Stahl, zäher als Gummi”; Sonja Gibis; Thomas Scheibel, Technische Universität München

Platz 2: “Was machen die eigentlich? Im Labor mit Fischen und Würmern”; Stephan Schön, Sächsische Zeitung; Prof. Kai Simons, Max-Planck-Institut für Molekulare Zellbiologie und Genetik, Dresden

Platz 3 “Lebende Fossilien geben Rätsel auf”; Karin Urich, Mannheimer Morgen; Stefan Seitz, Diplom-Biologe
2006

Platz 1: “Expedition in die Mundhöhle”; Helge Sieger, freier Journalist; Bernhard Guggenheim, Institut für Orale Biologie, Universität Zürich

Platz 2: “Der stumme Regisseur”; Esther Steinmeier, Westfalen-Blatt; Wolfgang Nellen, Abteilung Genetik, Universität Kassel.

Platz 3: “Lebende Fossilien geben Rätsel auf”; Karin Urich, Mannheimer Morgen; Stefan Seitz, Diplom-Biologe
2007

Platz 1: Artikelserie “Rebirth”; Hannoverschen Allgemeinen Zeitung; Autorenteams auf hauptsache-biologie.de.

Platz 2: “Cogito ergo summ”; Otto Lapp, Fränkischer Tag; Jürgen Tautz, Leiter der BEE-group, Biozentrum, Universität Würzburg

Platz 3: “Ein Wurm schmarotzt sich um die Welt”; Elvira Weisenburger, Badische Neueste Nachrichten; Horst Taraschewski und Trevor Petney, Zoologisches Institut, Universität Karlsruhe

2008

Platz 1: Artikelserie “Ein Krebsmedikament entsteht”; Henning Noske, Braunschweiger Zeitung; Hans Reichenbach und Gerhard Höfle, Helmholtz-Zentrum für Infektionsforschung

Platz 2: Artikelserie “Er forscht”; Thomas Stridde, Thüringische Landeszeitung; Martin Vödisch, Leibniz-Institut für Naturstoff-Forschung und Infektionsbiologie e.V. – Hans-Knöll-Institut

Platz 3: Ein dritter Platz wurde nicht vergeben.
2010

Platz 1: „Einstein mit Federn“; Salzburger Nachrichten

Platz 2: „Zuwanderer in der Natur“; Josef Siebler, Redakteur; Gregor Schmitz, Leiter des Botanischen Gartens der Universität Konstanz

Platz 3: „Lernen im Schlaf – das funktioniert tatsächlich“; Helge Sieger; Jan Born, Universität Lübeck
2011

Platz 1: „Forschung: Salmonellen als Helfer im Kampf gegen den Krebs“; Kristina Branz, freie Mitarbeiterin der Zeitung Braunschweiger Zeitung; Siegfried Weiß, Leiter der Arbeitsgruppe Molekulare Immunologie am Helmholtz-Zentrum für Infektionsforschung in Braunschweig

Platz 2: „Fernweh im Blut“; Tanja Warter, österreichische Journalistin und Tierärztin; Peter Berthold, Max-Planck-Institut für Ornithologie

Platz 3: „Dr. Dents Musterschüler“; Hans Jürgen Kugler; Elisabeth Kalko, Universität Ulm
2013

Platz 1: „Warum weniger mehr ist“; Ulrike Viegener, freie Wissenschaftsjournalistin; Rudolf Wiesner, unter anderem Projektleiter im Exzellenzcluster CECAD der Universität Köln

Platz 2: Artikelserie „Eine für alle“; Sebastian Pantel, Regionalreporter beim Südkurier; Christoph Kleineidam, Stellvertretender Leiter für Neurobiologie und Zoologie an der Universität Konstanz

Platz 3: „Vom Schwärmen der Bienen“; Kristina Vonend; Jürgen Tautz, Universität Würzburg
2015

Platz 1: „Die Qual des Wals“; Christian Jung, Wissenschaftsjournalist; Anja Gallus, Deutsches Meeresmuseum Stralsund; Ursula Siebert, Tierärztliche Hochschule Hannover

Platz 2: „Volkszählung unter Tage“; Hans Jürgen Kugler, freier Journalist; Otto Ehrmann, Büro für Bodenmikromorphologie und -biologie in Creglingen

Platz 3: „Invasion per Autostop“; Katharina Meyer; Artur Jöstvon, Kommunale Aktionsgemeinschaft zur Bekämpfung der Schnakenplage
2017

Platz 1: „Das Icarus-Projekt“; Christian Jung, Wissenschaftsjournalist; Martin Wikelski, Max-Planck-Institut für Ornithologie

Platz 2: Ein zweiter Platz wurde nicht vergeben.

Platz 3: „Bitter hilft beim Denken“; Hans-Jürgen Kugler; Ute Wölfle, Forschungszentrum skinitial, Klinik für Dermatologie und Venerologie in Freiburg